# De ontmaskering van de Vastgoedfraude
 De ontmaskering van de Vastgoedfraude   is een vierdelige VPRO-miniserie uit 2013. De serie is volgens de makers een filmische interpretatie van de vastgoedfraude en beoogt geen waarheidgetrouwe weergaven te zijn. Zo besteedt de serie naast juridische aspecten ook aandacht aan de relaties en gezinsleven van de karakters, juist bij het persoonlijke leven hebben de makers hun artistieke vrijheid genomen. Het scenario is gebaseerd op de bestseller "De vastgoedfraude" van Vasco van der Boon.
De hoofdrol  van  Jeroen Willems in deze serie blijkt zijn laatste te zijn, door het plotseling overlijden van de acteur op 3 december 2012. Een maand later wordt de eerste aflevering uitgezonden.

## De Klimopzaak
De serie behandelt de  vastgoedfraudezaak die ook bekend zou worden onder de codenaam de 'Klimopzaak'. De hoofdrollen zijn geïnspireerd op Jan van Vlijmen en Nico Vijsma. Maar hun namen in de serie zijn veranderd en worden gespeeld door Ian Bok en Jeroen Willems.

## Rolverdeling
| Acteur                  | Personage           | Opmerkingen           |
| ----------------------- | ------------------- | --------------------- |
| Ian Bok                 | Ger Van Woerkom     | vastgoedman           |
| Jeroen Willems          | Theo Frijn          | vastgoedman           |
| Sophie van Winden       | Tamara Breton       | vriendin Theo         |
| Lotje van Lunteren      | Manon van Woerkom   | vrouw van Ger         |
| Anniek Pfeifer          | Jessica Boelens     | journalist            |
| Ali Ben Horsting        | Herman Muller       | officier van justitie |
| Tibor Lukacs            | Jack Briganti       |                       |
| Bart Klever             | Kees Stegeman       |                       |
| Jeroen de Man           | Diederik de Meier   |                       |
| Ronald Top              | Rob van Schoonhoven |                       |
| Hans Dagelet            | Hugo Grootebroer    |                       |
| Lidewij Mahler          | Ester de Waal       |                       |
| Pieter van der Sman     | Rene van Marle      |                       |
| Ingejan Ligthart Schenk | Samuel Groeneveen   |                       |
| Gijs de Lange           | oom Jos van Woerkom |                       |
| Abbey Hoes              | Roos van Woerkom    |                       |

## Afleveringen
| Aflevering | Titel       | Uitzenddatum          |
| ---------- | ----------- | --------------------- |
| 1          | De Jacht    | za 12 jan 2013, 21:05 |
| 2          | Het spel    | za 19 jan 2013, 21:05 |
| 3          | De Winst    | za 26 jan 2013, 21:05 |
| 4          | Het verlies | za 02 feb 2013, 21:05 |